# FA Women's Championship
FA Women's Championship er den næstbedste række indenfor kvindefodbold i England.
WSL 2m erstattede den tidligere 2. division, FA Women's Premier League (WPL) National Division, der sluttede efter 2012-13 sæson. WPL's sidste nationale divisionsmestre, Sunderland A.F.C. Women, blev ikke forfremmet og blev også de første vindere af WSL 2 i sæsonen 2014. Udover Sunderland, sluttede klubberne Watford L.F.C. og Aston Villa L.F.C. sig også til WSL 2 i 2014.
FA WSL 2, ændrede sit liganavn til Women's Championship, lignende til mændenes andenbedste række i England EFL League Championship, i 2018–19 season.

## Klubber
Følgende klubber, konkurrerer i Women's Championship i sæsonen 2021-22.
| Hold                  | Lokation       | Stadion                        | Kapacitet    | 2020–21 sæson           |
| --------------------- | -------------- | ------------------------------ | ------------ | ----------------------- |
| Blackburn Rovers      | Bamber Bridge  | Sir Tom Finney Stadium         | 3,000        | 9.                      |
| Bristol City          | Bristol        | Robins High Performance Centre | 500 (seated) | (Nedrykket 12. (FA WSL) |
| Charlton Athletic     | Bexley         | The Oakwood                    | 1,180        | 8.                      |
| Coventry United       | Coventry       | Butts Park Arena               | 4,000        | 10.                     |
| Crystal Palace        | Bromley        | Hayes Lane                     | 5,000        | 7.                      |
| Durham                | Durham         | Maiden Castle                  | 3,000        | 2.                      |
| Liverpool             | Birkenhead     | Prenton Park                   | 16,547       | 3.                      |
| Lewes                 | Lewes          | The Dripping Pan               | 3,000        | 5.                      |
| London City Lionesses | Dartford       | Princes Park                   | 4,100        | 6.                      |
| Sheffield United      | Sheffield      | Olympic Legacy Park            | 2,000        | 4.                      |
| Sunderland            | Hetton-le-Hole | Eppleton CW                    | 2,500        | Oprykket                |
| Watford               | Kings Langley  | The Orbital Fasteners Stadium  | 1,500        | Oprykket                |

## Vindere
| År      | Vinder                    | 2. plads                  | 3. plads              | Topscorere                                               | Mål |
| ------- | ------------------------- | ------------------------- | --------------------- | -------------------------------------------------------- | --- |
| 2014    | Sunderland                | Doncaster Rovers Belles a | Reading               | Fran Kirby (Reading)                                     | 24  |
| 2015    | Reading                   | Doncaster Rovers Belles   | Everton               | Courtney Sweetman-Kirk (Doncaster Rovers Belles)         | 20  |
| 2016    | Yeovil Town               | Bristol City              | Everton               | Iniabasi Umotong (Oxford United) Jo Wilson (London Bees) | 13  |
| 2017    | Everton                   | Doncaster Rovers Belles a | Millwall Lionesses    | Courtney Sweetman-Kirk (Doncaster Rovers Belles)         | 9   |
| 2017-18 | Doncaster Rovers Belles b | Brighton & Hove Albion    | Millwall Lionesses    | Jessica Sigsworth (Doncaster Rovers Belles)              | 15  |
| 2018-19 | Manchester United         | Tottenham Hotspur         | Charlton Athletic     | Jessica Sigsworth (Manchester United)                    | 17  |
| 2019-20 | Aston Villa               | Sheffield United a        | Durham                | Katie Wilkinson (Sheffield United)                       | 15  |
| 2020-21 | Leicester City            | Durham a                  | Liverpool             | Katie Wilkinson (Sheffield United)                       | 19  |
| 2021–22 | Liverpool                 | London City Lionesses     | Bristol City          | Abi Harrison (Bristol City)                              | 17  |
| 2022–23 | Bristol City              | Birmingham City           | London City Lionesses | Melissa Johnson (Charlton Athletic)                      | 12  |

Noter

a.↑Rykkede ikke op
b.↑Trak sig fra ligaen og nedrykkede